# Biezelinge
Biezelinge ist ein Dorf in der Gemeinde Kapelle in der niederländischen Provinz Zeeland.
Das Dorf besaß einst einen Hafen, der jedoch 1717 zugeschüttet wurde und heute ein Marktplatz ist. Auch gab es einst ein Kloster, dessen Fundamente später wieder ausgegraben wurden. Das Dorf ist durch eine Bahnlinie von Kapelle getrennt und hat einen Bahnhof. Einige bekannte Betriebe haben ihren Sitz in Biezelinge, unter anderem Hapro-Solarien und Coroos-Konserven. Der ehemalige niederländische Ministerpräsident Jan Peter Balkenende wurde in Biezelinge geboren.
Der Ort ist über den Bahnhof Kapelle-Biezelinge an die Zeeuwse Lijn angeschlossen, die von Roosendaal nach Vlissingen führt.